# 福田仁一
福田 仁一（ふくだ じんいち、1946年3月2日 - ）は、日本の歯学博士、九州歯科大学元理事長（元学長）。

## 人物・来歴
福岡県小倉市（現・北九州市）出身。福岡県立小倉西高等学校から九州歯科大学に進み、同大学院歯学研究科（口腔外科学専攻）修了。1975年歯学博士。学位論文の題は　「幼若犬永久歯歯胚および周囲組織に対するBetatron電子線限局照射の影響に関する実験的研究 」。九州歯科大学助手、スイス・バーゼル大学在外研究員、福岡大学医学部助教授を経て九州歯科大学教授。1999年附属病院長、2002年学長に就任。専門は口腔外科で、文部科学省、厚生労働省の各種委員を務めるほか、九州歯科学会会長、日本口腔外科学会理事長などの要職にある。